# Дональд Баллок Макдональд
Домналл Баллак, так известен как Дональд Баллок Макдональд (ум. около 1476) — 2-й вождь шотландского клана Макдональд из Даннивега (1427—1476), старший сын Джона Мора Таниста Макдональда (ум. 1427) и Марджори Биссет, дочери Хью Биссета, лорда Гленса.

## Биография
В 1427 году после гибели своего отца Джона Мора Таниста Макдональда, убитого на острове Айлей Джеймсом Кэмпбеллом, Дональд Баллак возглавил шотландский клан Макдональдов из Даннивега. Позднее по приказу шотландского короля Якова I Стюарта Джеймс Кэмпбелл был казнен.
В сентябре 1431 года Дональд Баллак командовал войском клана Макдональд в битве при Инверлохи, во время которой была разбита королевская армия под командованием Александра Стюарта, графа Мара, и Алана Стюарта, 4-го графа Кейтнесса. В дальнейшем, после ряда поражений от королевских сил Дональд Баллак вынужден был бежать в Ирландию. Здесь Дональд Баллак женился на Джоанне, дочери своего союзника Конна О’Нила. После смерти шотландского короля Якова I Стюарта в 1437 году Дональд Баллок Макдональд вернулся в Даннивег.
Дональд Баллак Макдональд скончался около 1476 года на островке посреди озера Loch Gruinart на острове Айлей.

## Семья
1-я жена — Джоан, дочь Конна О’Нила из Edenduffcarrick, их дети:
- Джон Мор Макдональд (ум. ок. 1499), женат на Сабине О’Нил, дочери Фелима Бакаха О’Нила
- Маргарет, жена Руари Макдональда, 3-го вождя клана Макдональда из Кланраналда

2-я жена — Джоан, дочь O’Доннела, лорда Тирконнелла, их дети:
- Агнес, жена Томаса Баннатайна из Knraes.